# إبراهيم الدنبلي
الأمير إبراهيم الدنبلي هو إبراهيم بن أحمد بن بيك ابن جعفر شمس الملك بن عيس بن يحيى بن جعفر الثاني بن سليمان بن أحمد بن موسى بن عيسى بن يحيى البرمكي وزير هارون العباسي. كان أميراً على تبريز في فترة من فترات التاريخ.
توفي سنة 692 هـ، ودفن في مقبرته في محلة دوجي من تبريز. وقد ذكر محسن الأمين في أعيان الشيعة نقلاً عن آثار الشيعة الإمامية قال: ”وأهالي تلك البلاد يزورونها ويتبركون بها وكان مطاعا نافذ الحكم في تبريز وهي مقره ولمَّا خرج جنكيز خان استرضى خاطره وسلم أهالي أذربايجان في فتنته“.

### كتب
- أعيان الشيعة. محسن الأمين، طبع بيروت - لبنان، تاريخ الطبع مفقود، منشورات دار التعارف.

### إشارات مرجعية
1. ↑  الأمين، محسن. أعيان الشيعة - ج2. ص. 110. مؤرشف من الأصل في 2019-12-08.